# Mafia
 For alternative betydninger, se Mafia (flertydig). (Se også artikler, som begynder med Mafia)
Mafia er en fællesbetegnelse for organiseret kriminalitet, ofte med udspring i nationale eller demografiske grupper.
I nogen grad er det blevet almindeligt at omtale mindre grupperinger som mafia i det øjeblik de skiller sig ud fra det etablerede samfund. En definition der kun i lille grad tager hensyn til, at der eksisterer en underliggende organisation og udøvende magt i sådanne kriminelle organisationer. En anden definition som i nogen grad bruges er, at en sådan organisation træder ind i statens rolle som udøvende magt inden for et større eller mindre geografisk område eller inden for en større eller mindre demografisk gruppe.
I dag er "mafia" en betegnelse for en større gruppe, der har med organiseret kriminalitet at gøre. Som f.eks. den japanske Yakuza eller den sicilianske Cosa Nostra. Dog bliver "mafia" stadig brugt mest i henhold til den amerikanske og sicilianske mafia, selvom den Russiske mafia faktisk er den største. 
Mange forveksler mafiaer med gangstere, og det er der også noget ved. For ordet gangster refererer ofte til de personer som arbejdede, eller arbejder for mafiaen.
Der er lavet film om mafiafamilier og heriblandt er de mest kendte "The Godfather"-trilogien, Goodfellas og "Scarface". Endvidere omhandler filmen Black Rain den japanske mafia.

## Oprindelse
Ordet mafia blev for første gang brugt i 1862 i forbindelse med skuespillet I mafiusi di la Vicaria. Teaterstykket var i begyndelsen kun på to akter, men blev senere udvidet. Begge akter foregik i et fængselsafsnit med otte fanger. Blandt fangerne var seks af dem specielle. De havde dannet deres egen gruppe med en leder, som styrede de fem andre ved hjælp af metoder, som minder om de moderne mafia-metoder. 

## Hierarki
Mange mafiafamilier er opbygget således:
- Don (i den italienske mafia) eller Boss (i den amerikanske mafia) – Også kendt som "capo crimini". Den højest rangerede person i organisationen.
- Consigliere – Også kendt som rådgiver eller "højre hånd". Den eneste person højere end consiglieren er bossen selv. En consigliere har dog ingen underbosser, capo regime eller soldater under sig.
- Capo Bastone – Også kendt som underboss i den amerikanske mafia. Har ansvar for, at overskuddet fra de kriminelle foretagener går til bossen. Det er ofte capo bastone der bestemmer, hvem der skal være caporegime, og hvilke soldater, der skal udføre mord.
- Caporegime – Også kendt som kaptain, capo eller "crew chief". Hed oprindeligt "capodecina" (leder for ti), da han originalt kun havde ti soldater. I nyere tid, kan han dog have så mange, han kan styre.
- Soldato – Også kendt som soldat, sgarrista, "made man" eller "vores ven". Den lavest rangerede person i organisationen. En soldat skal have aflagt Omertà (tavsheds-ed) og skal i nogle organisationer have dræbt nogen, inden han kan kalde sig "made". Hvis en soldat arbejder på dag-til-dag-basis kaldes han picciotto.
- Giovane d'honore (æresmand) – Også kendt som associeret. Betegnelsen for en person, der ikke er soldat i familien, men tager del i udførelsen og overskuddet af de kriminelle aktioner. I italienske organisationer er associerede oftest mænd af anden herkomst end italiensk.

Capo di tutti capi (bossen over alle bosser) er ikke en egentlig titel i mafiaen, men bliver kun brugt af medierne og ordensmagten.[kilde mangler] Titelen betegner en boss eller en don, der har særlig stor magt.

## Den sicilianske mafia
Sicilien er kendt for sine mafiafamilier og de har været en del af Siciliens historie længe. Det er sandsynligt at den sicilianske mafia blev grundlagt da Sicilien overgik til feudalismen i 1812.
Den sicilianske mafia opererer ikke kun på Sicilien, men over hele verden. Mange sicilianere udvandrede til USA hvor de naturligvis medbragte deres kultur – som mafiaen er en del af. Det er skildret i den populære trilogi The Godfather der omhandler den fiktive Corleone-familie. Det fiktive navn dækker muligvis over familien Cosa nostra fra den sicilianske by Corleone som udvandrede og har plaget USA og Europa i årevis med organiseret mafiavirksomhed. På trods af at mafiaen er blevet global og nu plager hele verden så holder den stadig fast i de sicilianske værdier, det siges bl.a. at det er et krav at man er etnisk sicilianer for at kunne blive optaget og i hvert fald for at kunne nå op i hierarkiet. Desuden skal man være en mand, man må ikke være nært beslægtet med nuværende eller tidligere politifolk og ens fortid og relationer undersøges nøje. 
Som udgangspunkt er mafiaens kriminelle virke blot en forretning og den er ikke kendt for at plage civile mennesker med hverken vold eller mord. Hvad angår dens modstandere (folk som afslår et tilbud man ikke kan afslå, vidner imod dem i Retten eller på anden vis står i vejen for forretningen) er mafiaen kendt for at være særdeles voldelig, terroriserende, truende og sågar morderisk. 
Op igennem 1980'erne indledte de to dommere Giovanni Falcone og Paolo Borsellino en større offensiv imod mafiaen og fik mere end 400 mennesker fængslet og anklaget. Mafiaen svarede massivt igen, i 1988 blev flere lokale dommere likvideret og endeligt i 1992 blev Giovanni Falcone og Paolo Borsellino brutalt myrdet under en bombning. Det fik regeringen til at svare igen ved at fængsle den højtstående mafiaboss  Salvatore Riina i 1993. Som hævn indledte mafiaen en terrorkampagne imod det italienske fastland (bemærk Sicilien var undtaget), målene blev Via dei Georgofili i Firenze, Via Palestro i Milano og Piazza San Giovanni i Laterano og Via San Teodoro i Rom, 10 mennesker døde og 93 blev såret og angrebene forårsagede alvorlige skader på kulturarv såsom Uffizi-galleriet. Den katolske kirke fordømte åbent mafiaen, to kirker blev efterfølgende bombet og en præst blev skudt og dræbt i Rom. Mafiaen havde igen demonstreret den sicilianske ildsjæl og der udbrød kaos og frygt for mafiaen i hele Italien som også medførte en form for "sicilianer-skræk" i blandt det italienske folk som senere har bredt sig i hele verden sammen med mafiaens udbredelse, hvor man så ned på sicilianere som man betragtede som mafiaer. Det er en meget fejlagtig opfattelse eftersom den sicilianske mafia har opereret lige så kraftigt på Sicilien ligesom den også har slået ned på og myrdet sicilianere der stod i vejen for dens virksomhed, desuden er der ingen grund til at antage at en betydelig stor del af den sicilianske befolkning skulle have relationer til mafiaen, problemet er at det har vist sig at en stor del af mafiaen har en relation til Sicilien. 
Den moderne mafia i dag er mere moderat. Dens virksomhed er begyndt at overgå til lovlige forretninger (overtagelse af hoteller, investeringer, mv.) dog præges den stadig af den klassiske mafia ånd. Den uofficielle beskyttelsesskat på Sicilien og andre steder hvor mafiaen opererer vil formentlig heller ikke forsvinde foreløbig. Dog til stor modsætning af den antagelse har mafiaen de seneste år investeret meget i narkotika-markedet på trods af at mafiaen principelt var imod narko i starten, men det lader til at man internt i mafiaorganisationerne indgik det kompromis at så længe narkoen blev holdt væk fra skoler og børn ville man begynde at investere i det. Det har vist sig at være en god forretning, i 2006 menes det at siciliansk mafia står for kontrollen med 80% af kokain-importen til Europa. 
Palermo har i dag 28 klaner fordelt på 8 mandamenti, mens den omgivende provins er inddelt i 6 mandamenti. Agrigento har 42 aktive klaner inden for 6 mandamenti imens Trapani har 17 klaner, fordelt på 4 mandamenti. En mandamenti er en slags mafiaregion, som hver har en repræsentant (en slags borgmester) udvalgt samlet af de forskellige mafiaclaner i Cupola – mafiaens parlament, hvor de forskellige claner mødes og tager beslutninger, eksempelvis skal det tages op i Cupolaen hvis en mafiaclan ønsker at dræbe en person i en anden mafiaclans område. 
Dette velorganiserede system vidner endnu engang om hvor skræmmende en indflydelse mafiaen har på det sicilianske samfund og om hvordan det fungerer som "en stat i staten". Mange mener endda at mafiaen har langt mere kontrol og magt på Sicilien end myndighederne, især eftersom det siges at mafiaen står bag omfattende valgsvindel og reelt styrer hvem der bliver valgt til den officielle regering på Sicilien og sågar har betydelig indflydelse på nationale valg der omfatter parlamentsvalget for hele Italien og Italiens mandater i EU-parlamentet. Noget kunne tyde på det, eftersom politikerne og de officielle myndigheder nærmest slet ikke omtaler mafiaen mere, som var den fortid, på trods af at den i skyggen lever i bedste velgående. 

## Den russiske mafia
Den russiske mafia (eller Organizatsiya som den også ofte kaldes eller Den røde mafia), er en af de mest udbredte organiserede kriminelle organisationer i de tidligere sovjet -og warszavapagt lande. Den russiske mafia er ikke en organisation i sig selv, men bruges mest til at beskrive de forskellige organiserede kriminelle netværk, som er opstået efter murens fald i 1989 . Den fik optimale muligheder efter murens fald i 1989, og har medvirket til at prostitutionsbranchen er blandt de største industrier i den vestlige verden.
En af de grupper som Organizatsiya består er det indflydelsesrige og velhavende Solntsevo-syndikat, som blev skabt i en forstad til Moskva. Gruppen står blandt andet bag hvidvaskning i milliardklassen i vesten og tjener der ud over store summer på sortbørshandel, prostitution og narkohandel.